# Lillian Watson (soprano)
Pour les articles homonymes, voir Watson et Lillian Watson.
Lillian Watson, née le 4 décembre 1947 à Londres (Royaume-Uni), est une chanteuse lyrique soprano britannique et professeure de musique. Sa carrière internationale sur scène et à l'opéra l'a conduite dans des théâtres et des salles à travers le Royaume-Uni et dans toute l'Europe.
Elle réalise également plusieurs enregistrements de pièces de son répertoire et apparait aussi dans des films.

## Carrière
Lillian Watson étudie à la Guildhall School of Music and Drama de Londres et au London Opera Centre, avec des cours particuliers de chant auprès de Vera Rózsa et Jessica Cash. Elle est repérée par le chef d'orchestre Raymond Leppard lorsqu'il vient coacher des chanteurs dans une production étudiante du Couronnement de Poppée (L'incoronazione di Poppea), lui demandant de se joindre à certains enregistrements de madrigaux de Monteverdi où elle chante aux côtés de notamment Heather Harper et Luigi Alva.
En 1970, Lillian Watson fait ses débuts officiels à l'opéra dans le rôle de Cis dans Albert Herring au festival de Wexford alors qu'elle était encore à l'Opera Centre. Ses débuts sont dans le rôle de Papagena dans La Flûte enchantée avec le Opéra national du pays de Galles (Welsh National Opera, WNO) en 1971. Le 1er décembre de la même année, elle fait ses débuts à Covent Garden, dans le rôle de Barbarina dans une nouvelle production de John Copley des Noces de Figaro. À peine sortie du London Opera Centre, Lillian Watson enregistre Barbarina en avril de la même année pour l'enregistrement complet de Colin Davis chez Philips. Après son premier engagement professionnel à Wexford, en 1970, elle rejoint le Welsh National Opera en tant que directrice junior et y reste quatre ans. Après ses débuts dans le rôle de Papagena face à Thomas Allen, sa carrière professionnelle débute au pays de Galles pendant quatre saisons à partir de 1970 en tant qu'artiste sous contrat, chantant Wanda dans La Grande Duchesse de Gerolstein, Tebaldo dans Don Carlos, Gianetta dans L'elisir d'amore ainsi que Despina, Blondchen et Adina,. Elle a chanté Clairette dans La Fille de madame Angot pour la production annuelle de la John Lewis Partnership Music Society en 1972.
Elle revient régulièrement au Royal Opera où, au cours de ses 25 premières années, elle y fait 179 apparitions, passant de rôles tels que Barbarina, Gianetta, Papagena et la Jeune Fille dans Lulu à ceux de Sophie dans Le Chevalier à la Rose (1989), La Petite Renarde rusée (1990 et 1993), la soprano italienne dans Capriccio (1991), Ismene dans Mitridate, re di Ponto (en plus de couvrir une performance dans le rôle d'Aspasia) et Bella dans The Midsummer Marriage (1996). Son plus grand défi « car c'était à la fois un défi physique et musical » a été le rôle-titre de La Petite Renarde rusée à Covent Garden, d'abord en 1990 sous la direction de Simon Rattle, puis en 1993 sous la direction de Bernard Haitink. C'est son premier rôle de Janáček, qui a été enregistré en studio et dirigé par Rattle, en anglais. En 1990, la production du Royal Opera est diffusée,. Elle chante également le rôle du deuxième acte de la « mascotte » des cochers Milli-Fiakermilli dans Arabella de Strauss à Covent Garden en 1981, 1986, 1990 et 1996.
Lillian Watson apparait pendant plusieurs saisons au Glyndebourne Opera Festival dans le Sussex. À partir de 1975, ses rôles sont ceux de Despina, Barbarina, Susanna, Blonde, Tytania, Sophie et Fire dans L'Enfant et les Sortilèges, le dernier étant en 1996. Le Grove déclare « qu'elle est parfaitement adaptée en termes de voix et de personnalité aux rôles de soubrette de Mozart... ». Elle chante Despina à plusieurs reprises, lors de la tournée de Glyndebourne en 1975, dans une production de Michael Geliot pour le Opéra national du pays de Galles (WNO), à Glyndebourne (productions de Peter Hall et de Trevor Nunn) et dans une production de Covent Garden. Elle estime que c'est « un merveilleux rôle d'acteur parce qu'elle est presque une interlocutrice entre la scène et le public, une commentatrice ironique des protestations de ses maîtresses et de la morale des hommes, et de ce point de vue, c'est un grand rôle à jouer et vous devez avoir un rapport avec le public ». Engagée dans une grande maison européenne pour chanter Despina, quatre jours avant l'ouverture, le chef d'orchestre et le producteur se sont disputés et on lui a demandé de remplacer Susanna dans Les Noces de Figaro. « Susanna est un très long rôle et c'était la productionde  Ponnelle qui était très compliquée donc nous étions là à répéter frénétiquement à toute heure ». Elle chante Susanna lors d'une tournée à Glyndebourne en 1976, en anglais à l'English National Opera et à Vienne, Hambourg et dans plusieurs théâtres en France.
En 1975, elle apparait dans le rôle de Susanna au Festival de Glyndebourne, rôle qu'elle choisit également pour ses débuts à l'English National Opera de Londres en 1978. En 1982, elle fait sa première apparition au Festival de Salzbourg dans le rôle de Marzelline, puis chante Blonde à Vienne en 1983. Après être apparu dans une production télévisée en 1983, Lillian Watson rejoint Orphée aux Enfers de l'English National Opera en 1985 lors de ses premiers changements de la distribution ; sa « pétillante Eurydice, un portrait captivant chanté avec un ton clair et sans effort jusqu'au sommet de son registre et livré avec une délectable insouciance gauloise » ; le critique poursuit que son « solo bachique, une course habile sur la corde raide qui sépare l'opéra du cabaret, était tout ce qu'Offenbach est, ou devrait être ». Elle apparait dans l'enregistrement audio de la même production réalisé en 1987. Elle est engagée au Théâtre des Champs-Élysées à Paris en 1989 dans le rôle de Sophie dans Der Rosenkavalier de Strauss. En 1993, elle incarne la Fée Marraine dans la première représentation britannique de Cendrillon au Welsh National Opera de Cardiff.
Lillian Watson chante pour la première fois le page Oscar du roi de Suède Gustave III dans Un ballo in maschera de Verdi avec l'Opéra des Pays-Bas à la fin des années 1970, puis à Lausanne. Au Royal Opera en 1995, elle « a injecté à elle seule dans [Oscar] un mouvement dramatique vivant dérivé de la personnalité capricieuse de la musique d'Oscar ». Comme Pavarotti était la star de la production, elle ne s'attendait pas à une presse positive, disant « Vous savez que le public vient pour lui... Je n'avais jamais envisagé d'avoir la presse que j'ai eue. C'était très gratifiant. Je pensais... Oh Bon sang, ils ont remarqué que j'étais là... C'était probablement parce que j'étais la seule chose qui bougeait sur scène ! ».
Ses apparitions aux Proms incluent Arsena dans Der Zigeunerbaron en 1981, Gloria de Poulenc en 1991, un late night Prom en 1995 sur Vivaldi et Haendel avec le Gabrieli Consort et la Spring Symphony (en) de Benjamin Britten en 2001. Dans la salle de concert et à la radio, elle chante la Symphonie no 4 de Mahler sous la direction d'Edward Downes à Manchester et est apparue à plusieurs reprises dans les programmes populaires Melodies for You et Friday Night Is Music Night, et On the Town de Leonard Bernstein, dans le rôle de Miss Ivy Smith, au Royal Festival Hal en 2000, sous la direction de Paul Daniel. Elle apparait dans le rôle d'Elida dans une rare reprise de la comédie musicale satirique Send for Mr Plim de Spoliansky de 1932, au BOC Covent Garden Festival en 2000.
À la télévision, elle est apparue dans une version abrégée de Rigoletto (1974) en anglais, La Nuit musicale de Noël d'André Previn en 1977, Eurydice dans Orphée aux Enfers en 1983 et d'autres opéras télévisés.
Intéressée par le côté dramatique de l'opéra, elle déclare qu'elle préférait avoir un temps de répétition prolongé où tout le monde travaille ensemble, plutôt que la situation où de grandes stars « entrent, marchent vers l'avant et jouent leur pièce comme nous l'avions fait auparavant ». Ballon. Elle aurait aimé enregistrer Oscar et Susanna, mais considérait que malgré sa carrière internationale, elle n'était pas le genre de nom international que les maisons de disques voulaient avoir. Elle est membre du corps enseignant vocal de la Royal Academy of Music de Londres, où elle reçoit le titre de membre honoraire (Hon RAM) en 2012.

## Discographie
- Les Noces de Figaro (Barbarina), BBC Symphony Orchestra, BBC Chorus, Colin Davis (Philips 1970)[16]
- Madrigali Libro VIII (ensemble) English Chamber Orchestra, Raymond Leppard (Philips 1971)[16]
- Adriana Lecouvreur (Mlle Jouvenot), Orchestre Philharmonia, James Levine (CBS 1977)[16]
- L'elisir d'amore (Gianetta), Orchestre du Royal Opera House, Covent Garden, John Pritchard (Columbia 1977)
- Le tour de vis (Flora) Orchestre du Royal Opera House, Covent Garden, Colin Davis (Decca 1981)[16]
- Fidelio (Marzelline), Wiener Philharmoniker, Lorin Maazel (Orfeo 1983)
- La rondine (Yvette), Ambrosian Opera Chorus, London Symphony Orchestra, Lorin Maazel (CBS Masterworks, 1983)[16]
- Le Songe d'une nuit d'été (soliste), London Symphony Orchestra, André Previn (EMI 1976)[16]
- Die Entführung aus dem Serail (Blonde), Mozartorchester des Opernhauses Zürich, Nikolaus Harnoncourt (Teldec 1985)[16]
- Così fan tutte (Despina), Orchestre Philharmonique de Londres, Bernard Haitink (EMI 1986)[16]
- Orphée aux Enfers (en anglais), (Euridice), Chœur et Orchestre de l'English National Opera, Mark Elder (TER 1987)
- Hoddinott - Une contemplation sur les fleurs, op.90, BBC Welsh Symphony Orchestra, Bryden Thomson (Chandos 1989)[16]
- The Cunning Little Vixen (Vixen Sharp-Ears), Chœur et Orchestre du Royal Opera House, Covent Garden, Simon Rattle (EMI Classics 1991)[16]
- Die Zauberflöte (Papagena), Orchestre et chœur du Théâtre de la Cour de Drottningholm, Arnold Östman (Decca 1992)
- Le Songe d'une nuit d'été (Tytania), City of London Sinfonia, Richard Hickox (Virgin Classics 1993)
- Israël en Égypte (soprano), Chœur de la cathédrale Christ Church, Oxford, Orchestre de chambre anglais, Simon Preston (Decca 1994)
- Die Kathrin (Chou-Chou), BBC Singers & Concert Orchestra, Martyn Brabbins (cpo 1998)
- Paul Bunyan (Fido), Chœur et Orchestre du Royal Opera House, Richard Hickox (Chandos 1999)
- La Geisha (O Mimosa San), New London Light Opera Chorus & Orchestra, Ronald Corp (Hyperion 1999)

Vidéos
- Carmen (Frasquita), Orchestre National de France et Chœurs de Radio-France, Lorin Maazel (Gaumont/Marcel Dassault/Opéra-Film Production Rome, 1984)[17]
- Don Pasquale (Norina) Welsh Philharmonia, National Opera Chorale, Richard Armstrong (Screen Legends, HTV SL 2007 1988)[16]
- Mitridate, re di Ponto, (Ismene) Royal Opera Chorus & The Orchestra of the Royal Opera House, Paul Daniel - Mise en scène par Graham Vick (Opus Arte 1993)